# Austrotrophon cerrosensis
Austrotrophon cerrosensis är en snäckart. Austrotrophon cerrosensis ingår i släktet Austrotrophon och familjen purpursnäckor. Utöver nominatformen finns också underarten A. c. cerrosensis.